# Accident de Ufton Nervet

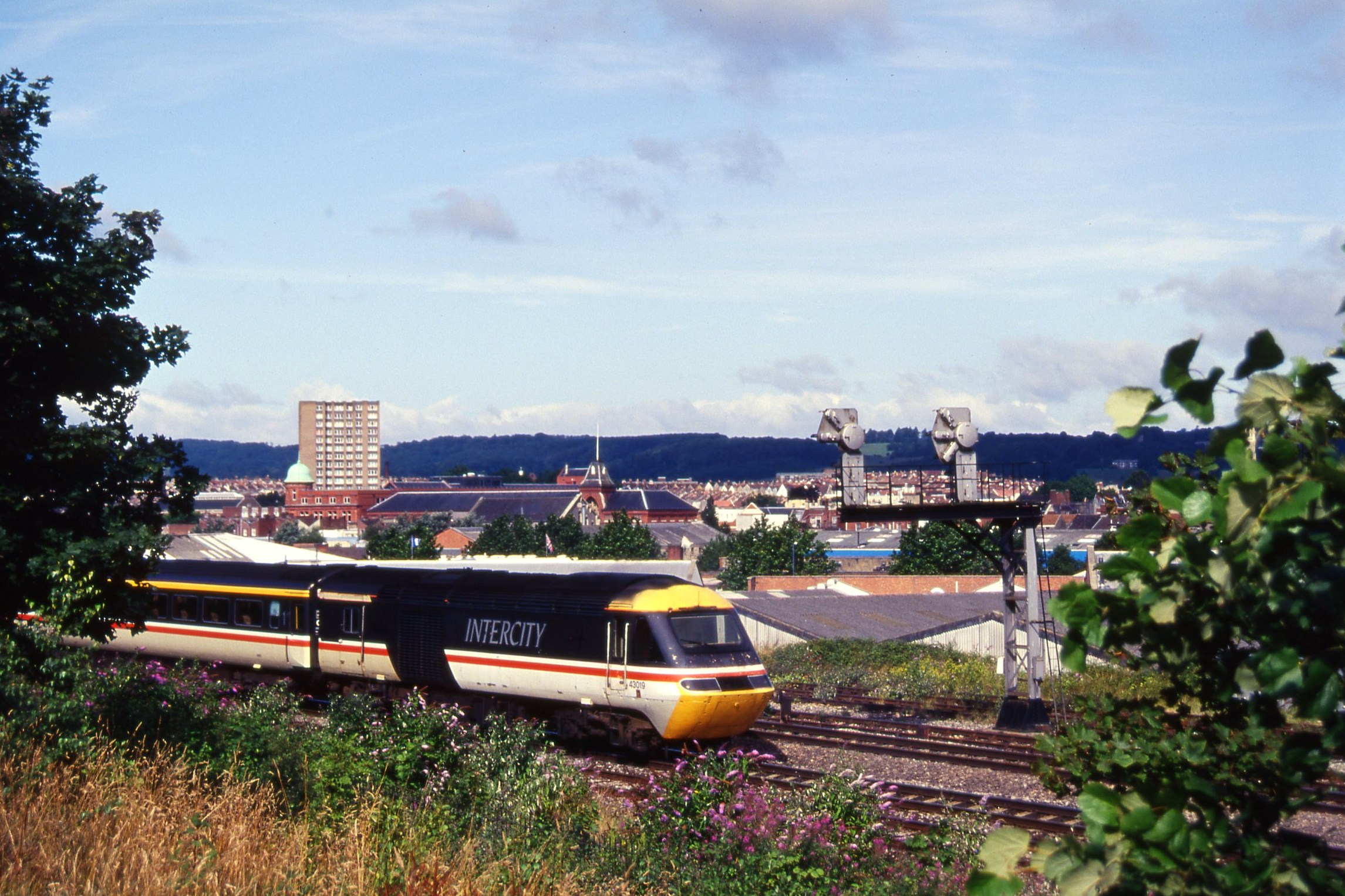
43019, la locomotive du TGV déraillé, ici photographié à Bristol en 1993.

Le 6 novembre 2004 à 18 h 12 GMT, le train de la compagnie First Great Western partant à 17 h 35 de Londres-Paddington à destination de Plymouth a heurté une voiture automobile immobilisée sur un passage à niveau automatique, situé près du village de Ufton Nervet dans le Berkshire. L'arrière de la rame à grande vitesse HST de 220 m de long s'est immobilisée 157 mètres après le passage à niveau, les huit caisses étant sorties des rails. Six personnes ont été immédiatement tuées dans l'accident, dont le conducteur de l'automobile, celui du train et quatre voyageurs. Un autre voyageur est mort à l'hôpital des suites de ses blessures, ce qui a porté à sept le nombre des victimes. Il y avait à peu près 200 personnes à bord du train au moment de l'accident, dont la moitié environ ont été blessées, dont douze grièvement. 37 personnes ont été hospitalisées. Onze personnes ont dû être désincarcérées de l'épave.

## Contexte
En Grande-Bretagne, les passages à niveau automatiques à demi-barrières sont installés au croisement de routes secondaires à faible circulation et de lignes ferroviaires dont la vitesse autorisée ne dépasse pas 100 MPH (miles par heure). Ces passages à niveau, non surveillés, sont conçus pour qu'un automobiliste ne puisse pas se trouver piégé derrière une barrière. Ce dispositif n'empêche pas certains automobilistes de franchir les demi-barrières en zigzag, en général pour éviter de perdre du temps, plutôt imprudemment. Sur les routes très fréquentées, on préfère supprimer les passages à niveau et les remplacer par des ponts ou des passages inférieurs, ou en cas d'impossibilité technique ou financière, on les équipe de barrières complètes. Celles-ci sont toujours surveillées par des caméras vidéo, ou plus rarement, gardiennées. En outre, les barrières avant ne se ferment complètement qu'après que toutes les voitures aient libéré la voie.

## Enquête
Une enquête, menée conjointement par la police de la vallée de la Tamise (Thames Valley Police) et par la police britannique des transports (British Transport Police) a commencé. Un rapport préliminaire a indiqué que la voiture s'est arrêtée sur la voie ferrée avant le déclenchement des signaux, et n'a pas réagi quand la sonnerie qui annonce la fermeture des barrières a retenti. Une légère déflexion latérale de la voiture immobilisée par le train a fait dérailler le premier bogie de la motrice, qui a poursuivi sa course, légèrement désaxée par rapport aux rails, jusqu'à ce qu'elle atteigne un aiguillage situé non loin au début d'une voie d'évitement. À cet endroit, la motrice a complètement déraillé, entraînant le reste de la rame.
On estime que l'automobiliste a immobilisé son véhicule délibérément pour se suicider, car on n'a relevé aucun élément permettant de penser qu'il ait cherché à déplacer le véhicule ou à s'en extirper avant le choc.

## Localisation
L'accident s'est produit à un passage à niveau situé sur une petite route reliant le village de Ufton Nervet à la route A4 (Bath Road) à environ 300 mètres de son intersection avec la route principale. Sur la ligne ferroviaire, ce passage à niveau se trouve entre les gares de Theale et d'Aldermaston, petites gares locales non desservies par le train en cause.

## Sources (en anglais)
- Rapports du Health and Safety Executive (HSE)
- Communiqués de presse du First Great Western